# 平井一正 (工学者)
平井 一正（ひらい かずまさ、1931年10月31日 - 2021年2月15日）は、日本の工学者。神戸大学名誉教授。専門はシステム制御工学。京都大学工学博士。
登山家としても知られており、1958年に、チョゴリザ北東峰（7,654m）の初登頂者となったほか、隊長として数次にわたるヒマラヤ遠征を無事故で成功させた。岐阜県出身。

## 工学者としての経歴
京都大学工学部を卒業して、大学院に進み、1963年に「非線形要素を持つサーボ機構の振動現象に関する研究」により、京都大学から工学博士を取得した。
1964年、神戸大学工学部に助教授として赴任し、その後、ドイツのシュトゥットガルトに2年間留学した。その後、教授として、日本初のカタカナ学科として1972年に新設されたシステム工学科の開設と運営に携わった。
1992年にシステム制御情報学会の会長に就任するなど、学界での要職を務め、神戸大学では、国際交流センター長、工学研究科長、評議員などを歴任した。
1995年に甲南大学理学部教授となり、2000年まで在籍し、その間に甲南大学山岳部顧問を務めた。
2010年、春の叙勲で瑞宝中綬章を受章した。
2021年2月15日、敗血症のため死去。叙正四位。

## 登山家としての経歴
- 1950年、京都大学に入学してすぐに山岳部に入部して活動し[12]、また、今西錦司、梅棹忠夫らの薫陶を受ける[13]。
- 1958年、京都大学学士山岳会 (AACK) 隊（京大隊：隊長・桑原武夫）に隊員として参加し、チョゴリザ北東峰（7,654m）の初登頂者となる[14]。
- 1962年、AACKの遠征に隊員として参加し、サルトロカンリ (7,742m) の初登頂を成功させる[3][15]。
- 1976年、神戸大学の第二次カラコルム遠征隊隊長として、シェルピカンリ (7,380m) の初登頂を成功させ、周辺地域の学術調査も実施した[3][16]。
- 1980年に神戸大学工学部学術訪中団の一員として中国を訪問した際に中国登山協会と接触し、以降、訪中を重ね、中国語を学び、クーラカンリの登山許可を得た[6]。
- 1986年、神戸大学隊を中心とした日中合同隊に、神戸大学隊総隊長として参加し、クーラカンリ主峰（7,554m）の初登頂を成功させる[3][17]
- 2003年、ルオニイ（英語版）（6,805m）に登頂を目指した神戸大学隊隊長を務めた[3]。この隊は悪天候に阻まれ、登頂は断念している[18]。

京都大学学士山岳会会員、日本山岳会会員、神戸大学山岳会会員、甲南山岳会名誉会員。

## おもな著書

### 工学関係
（単著）
- 非線形制御、コロナ社、2003年
- ダイナミカルシステム解析の基礎、森北出版、2008年

（共著）
- （池田雅夫との共著）非線形制御システムの解析、オーム社、1986年

（編著）
- システム工学、放送大学教育振興会、1994年

### 登山関係
（単著）
- 初登頂：花嫁の峰から天帝の峰へ、ナカニシヤ出版、1996年
- わが登山人生、私家版、2010年

（編著）
- シェルピ・カンリ：コンダスの女王 1976年神戸大学カラコルム遠征隊の記録、神戸新聞出版センター、1978年